# Colonia el Valle, Tlaxcala
Colonia el Valle är en ort i Mexiko.   Den ligger i kommunen Huamantla och delstaten Tlaxcala, i den sydöstra delen av landet, 130 km öster om huvudstaden Mexico City. Colonia el Valle ligger 2 444 meter över havet och antalet invånare är 710.
Terrängen runt Colonia el Valle är huvudsakligen platt, men norrut är den kuperad. Runt Colonia el Valle är det ganska tätbefolkat, med 248 invånare per kvadratkilometer. Närmaste större samhälle är Huamantla, 7,7 km sydväst om Colonia el Valle. Trakten runt Colonia el Valle består till största delen av jordbruksmark.